# Juan Diego Escobar Alzate
Juan Diego Escobar Alzate (Manizales, 15 d'agost de 1987) és un director de cinema i guionista colombià enfocat al cinema de gènere i fantàstic i reconegut principalment per haver dirigit el llargmetratge Luz de 2019.

## Carrera
Escobar Alzate va néixer a la ciutat de Manizales i es va llicenciar en Comunicació Audiovisual a la Pontifícia Universitat Javeriana, en la qual va presentar com a tesi de grau un curtmetratge titulat Live Life Dearest, el qual va participar en festivals a nivell nacional i en països com Xile, Rússia, França i Hongria. L'any 2015 es va mudar als Estats Units per a cursar un Mestratge en Direcció de Cinema i Televisió en la Academy of Arts University de San Francisco, Califòrnia on novament va presentar un reeixit curtmetratge titulat Los colores de la esperanza y el olvido. Ha dirigit vídeos musicals per a artistes de talla internacional com Matt Simons i Manuel Medrano, a més d'haver dirigit diversos anuncis publicitaris al seu país.
En 2018 va iniciar el rodatge de la seva òpera prima, el llargmetratge Luz o com és coneguda internacionalment Luz: The Flower of Evil, amb el qual va aconseguir participar en esdeveniments a nivell internacional com el LII Festival Internacional de Cinema Fantàstic de Catalunya en la secció oficial en competència (la segona pel·lícula colombiana a aconseguir-ho després de El páramo de Jaime Osorio Márquez), el Buenos Aires Rojo Sangre i el Mórbido Film Festival, Fant Bilbao, Night Visions, Glasgow Film Festival, Fractured Visions, entre altres a més d'haver estat nominada en els premis Macondo per Millor Actriu de Repartiment per Sharon Guzmán, preseleccionada per a representar a Colòmbia en els premis Oscar i els premis Goya. La pel·lícula va collir 68 seleccions oficials en festivals, 32 nominacions en diverses categories i 24 premis internacionals.
Ha estat jurat en els festivals de cinema: Terror Molins, Curtas, Macabro Film Festival, Espanto Film Fest, Terror Cordoba, Panama Horror Film Festival, Bogota Horror Film Festival  actualment dicta xerrades a nivell internacional en relació amb el cinema de gènere.
Durant el 2020-2024 va ser cap d'adquisicions de la plataforma Freaks On, enfocada en cinema de gènere disponible per a França, Bèlgica, Orient Mitjà i l'Índia.

## Filmografia destacada
| Any  | Títol                                     | Format        |
| ---- | ----------------------------------------- | ------------- |
| 2010 | Live Life Dearest                         | Curtmetratge  |
| 2016 | Los colores de la esperanza y el olvido   | Curtmetratge  |
| 2019 | Luz                                       | Llargmetratge |
| 2020 | The Scum - Dead Eyes                      | Videoclip     |
| 2021 | Manuel Medrano - Hay una luz dentro de ti | Videoclip     |
| TBA  | El arcoíris negro                         | Llargmetratge |